# Campionati del mondo di ciclocross 2023 - Gara femminile Under-23
L'ottava edizione della gara femminile Under-23 dei Campionati del mondo di ciclocross 2023 si svolse il 5 febbraio 2023 con partenza ed arrivo a Hoogerheide, nei Paesi Bassi, su un percorso iniziale di 150 m più un circuito di 3,2 km da ripetere 6 volte per un totale di 19,35 km. La vittoria fu appannaggio dell'olandese Shirin van Anrooij, la quale terminò la gara in 45'53", alla media di 25,297 km/h, precedendo la britannica Zoe Bäckstedt e la ceca Kristýna Zemanová.
Partenza con 32 cicliste, delle quali 28 portarono a termine la competizione.

## Squadre partecipanti
| N.    | Cod. | Squadra         |
| ----- | ---- | --------------- |
| 2-6   | NED  | Paesi Bassi     |
| 7-8   | USA  | Stati Uniti     |
| 9     | CAN  | Canada          |
| 10-13 | FRA  | Francia         |
| 14-16 | LUX  | Lussemburgo     |
| 17-20 | CZE  | Repubblica Ceca |
| 21-23 | GBR  | Gran Bretagna   |
| 24-25 | BEL  | Belgio          |
| 26-27 | ITA  | Italia          |
| 30    | GER  | Germania        |
| 31-32 | JPN  | Giappone        |
| 33    | POL  | Polonia         |
| 35    | SUI  | Svizzera        |
| 36    | SWE  | Svezia          |

## Ordine d'arrivo (Top 10)
| Pos. | Corridore           | Squadra         | Tempo   |
| ---- | ------------------- | --------------- | ------- |
| 1    | Shirin van Anrooij  | Paesi Bassi     | 45'53"  |
| 2    | Zoe Bäckstedt       | Gran Bretagna   | a 33"   |
| 3    | Kristýna Zemanová   | Repubblica Ceca | a 1'32" |
| 4    | Amandine Fouquenet  | Francia         | a 1'53" |
| 5    | Marie Schreiber     | Lussemburgo     | a 2'05" |
| 6    | Line Burquier       | Francia         | a 2'16" |
| 7    | Leonie Bentveld     | Paesi Bassi     | a 2'47" |
| 8    | Judith Krahl        | Germania        | a 2'56" |
| 9    | Lauriane Duraffourg | Francia         | a 3'07" |
| 10   | Julie Brouwers      | Belgio          | a 3'32" |